# Nethaneel Mitchell-Blake
Nethaneel Joseph Mitchell-Blake (Newham, 2 april 1994) is een Brits sprinter. Hij nam eenmaal deel aan de Olympische Zomerspelen, maar bleef hierbij medailleloos.

## Biografie
In 2013 werd Mitchell-Blake Europees juniorenkampioen op de 200 m. In mei 2016 bracht hij zijn persoonlijk record op de 200 m op 19,95 s. Hiermee is hij de tweede snelste Brit op deze sprintafstand.
In 2016 nam Mitchell-Blake deel aan de Olympische Spelen in Rio de Janeiro. Hij kwam uit op de 200 m. Hij eindigde op de vijfde plaats in de halve finale, maar met zijn tijd van 20,25 kon hij zich niet kwalificeren voor de finale.

## Titels
- Wereldkampioen 4 × 100 m - 2017
- Europees kampioen 4 × 100 m - 2018, 2022
- Brits kampioen 200 m - 2017, 2018
- Europees kampioen U20 200 m - 2013

## Persoonlijke records
Outdoor
| Onderdeel | Prestatie | Datum         | Plaats       |
| --------- | --------- | ------------- | ------------ |
| 100 m     | 9,99      | 13 mei 2017   | Columbia     |
| 200 m     | 19,95     | 14 mei 2016   | Tuscaloosa   |
| 400 m     | 46,55     | 25 maart 2016 | Coral Gables |

Indoor
| Onderdeel | Prestatie | Datum            | Plaats       |
| --------- | --------- | ---------------- | ------------ |
| 60 m      | 6,65      | 19 februari 2016 | Baton Rouge  |
| 200 m     | 20,51     | 26 februari 2016 | Fayetteville |

## Palmares

### 200 m
- 2011: 5e in ½ fin. WK U18 - 21,61 s
- 2013:  EK U20 - 20,62 s (-0,7 m/s)
- 2016: 5e EK - 20,60 s (-0,9 m/s)
- 2016: 5e in ½ fin. OS - 20,25 s
- 2017:  Britse kamp. - 20,18 s (+0,8 m/s)
- 2017: 4e WK - 20,24 s (-0,1 m/s)
- 2018:  Britse kamp. - 20,24 s (+0,2 m/s)
- 2018:  EK - 20,04 s (+0,7 m/s)
- 2022:  EK - 20,17 s

### 4 × 100 m
- 2013: 5e EK U20 - 40,09 s
- 2017:  WK - 37,47 s
- 2018:  EK - 37,80 s[1]
- 2019:  WK - 37,36 s (ER)
- 2022:  EK - 37,67 s

1983 King, Gault, Smith, Lewis ·
1987 McRae, McNeill, Glance, Lewis ·
1991 Cason, Burrell, Mitchell, Lewis ·
1993 Drummond, Cason, Mitchell, Burrell ·
1995 Esmie, Gilbert, Surin, Bailey ·
1997 Esmie, Gilbert, Surin, Bailey ·
1999 Drummond, Montgomery, Lewis, Greene ·
2001 Nagel, du Plessis, Newton, Quinn ·
2003 Capel, Williams, Patton, Johnson ·
2005 Doucouré, Pognon, De Lépine, Dovy ·
2007 Patton, Spearmon, Gay, Dixon ·
2009 Mullings, Frater, Bolt, Powell ·
2011 Carter, Frater, Blake, Bolt ·
2013 Carter, Bailey-Cole, Ashmeade, Bolt ·
2015 Carter, Powell, Ashmeade, Bolt ·
2017 Ujah, Gemili, Talbot, Mitchell-Blake ·
2019 Coleman, Gatlin, Rodgers, Lyles ·
2022 Brown, Blake, Rodney, De Grasse ·
2023 Coleman, Kerley, Carnes, Lyles